# Bryoxiphium madeirense
Bryoxiphium madeirense é uma espécie de musgo pertencente à família dos Bryoxiphiaceae. A espécie é um raro endemismo da ilha da Madeira.

## Descrição
A espécie tem como habitat as florestas temperadas de altitude na ilha da Madeira, encontrando-se ameaçada de extinção devido a perda de habitat.